# 伊藤英三 (実業家)
伊藤 英三（いとう えいぞう、1902年12月2日 - 1971年10月2日）は、日本の経営者。花王社長を務めた。

## 来歴・人物
岐阜県中津川市出身。1919年に愛知薬学校（現名古屋市立大学薬学部）を卒業し、長瀬商会での勤務を経て、大日本油脂常務、日本有機社長を歴任した。1948年に花王石鹸社長に就任した。1954年に花王油脂との合併により、花王石鹸副社長に就任し、1968年5月に再び社長に就任した
1971年10月2日、心臓衰弱のために死去。68歳没。